# Cá lanh
Cá lanh, cá dựa hay cá rựa, tên khoa học Chirocentrus dorab, còn được gọi là cá đao hoặc cá bẹ, cá đé, là một loài cá thuộc họ Chirocentridae. Chúng thường được tìm thấy ở các vùng nước ấm ven bờ, từ khu vực Hồng Hải tới Nhật Bản và Úc.

## Tham khảo

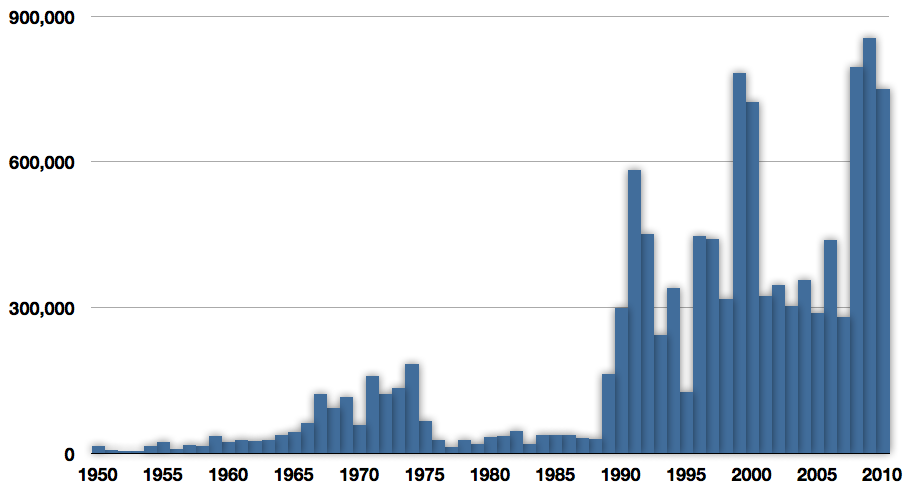
Global capture of Dorab wolf-herrings in tonnes reported by the FAO, 1950–2009